# Rhioxyna zoppeii
Rhioxyna zoppeii is een hooiwagen uit de familie Gonyleptidae.